# Bredenvlet

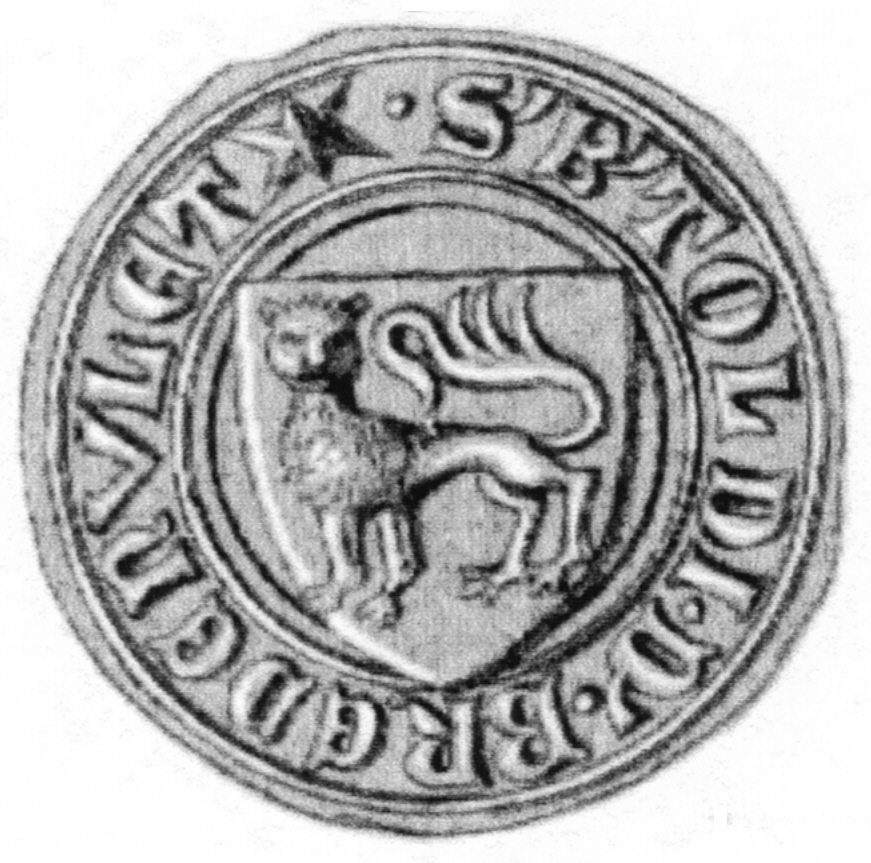
Siegel des Ritters Bertoldus Bredenvlet um 1375

Bredenvlet (auch: Bredenvlete oder Bredenvleet) war der Name eines alten bremischen und holsteinischen Adelsgeschlechts.

## Geschichte
Die Familie dieses Namens, ein ritterliches Adelsgeschlecht, scheint aus dem bremischen nach Holstein eingewandert zu sein und wurde mehrfach in Urkunden erwähnt. Bredenvlets besaßen Besitzungen in der Gegend von Jork. 1300 wurde eine Rente aus dem Besitz „in arena Bredenvlet“ verkauft. Weiter verkauften sie 1313 zwei Morgen Pflugland (terre aratorie) „in arena Bredenvlet“ und 1322 Ländereien „in Bredenvlet extremum“. Danach wanderten sie in die Gegend von Uetersen ins Kirchspiel Asfleht aus, das später bei einer Sturmflut unterging. Vermutlich hatten sie noch Ländereien in Jork, die Dietrich Bredenvlet im Mai 1397 dem Kloster Scharnebeck verkaufte. Weiter macht dieser Diederich Bredenvlet in den Jahren 1391 bis 1393 mehrere Verkaufe an das Kloster Uetersen. Ein Dietrich und Wilkinus Bredenvlet waren mit Hartwig Heest Vogt auf Haseldorf. 1409 besaß noch ein Diederich Bredenvlet Teile des Dorfes Haseldorf, der später all seine Ansprüche darauf dem Kloster Bordesholm abtritt. Danach fand sich der Name dieses Adelsgeschlecht in der Vogtei Uetersen wieder, wo er später nicht mehr erwähnt wurde.